# Gianisada
Gianisada (en griego: Γιανυσάδα, romanizado: Gianysáda) es un islote situado en el noreste de Creta, frente a Sitía. Pertenece al pequeño complejo de Dionysades que incluye Gianysada, Dragonada y Paximada. Tiene una superficie de 2.098 km² y está deshabitada. Administrativamente pertenece al municipio de Sitía.